# Historia de una noche (pel·lícula de 1941)
 Historia de una noche  és una pel·lícula argentina del gènere de drama filmada en blanc i negre dirigida per Luis Saslavsky sobre el seu propi guió escrit en col·laboració amb Carlos Adén segons l'obra teatral Mañana es feriado, de Leo Perutz que es va estrenar el 9 d'abril de 1941 i que va tenir com a protagonistes a Santiago Arrieta, María Esther Buschiazzo, Sebastián Chiola, Pedro López Lagar, Felisa Mary i Sabina Olmos. El mateix director va fer una nova versió en 1963 a Espanya. Va ser de les primeres adaptacions importants d'un autor estranger al cinema argentí i la seva repercussió segurament va contribuir a la tendència internacionalista que es va enfortir amb el temps.
En una enquesta de les 100 millors pel·lícules del cinema argentí duta a terme pel Museo del Cine Pablo Ducrós Hicken l'any 2000, la pel·lícula va aconseguir el lloc 43.

## Sinopsi
Un home torna al poble després d'un llarg temps i es troba amb la seva ex-xicota, que s'està casada amb un espòs en situació econòmica desesperada.

## Repartiment
- Santiago Arrieta
- Elisa Arroyo
- María Esther Buschiazzo
- Sebastián Chiola
- Victoria Cuenca
- Rafael Frontaura
- Alfredo Jordan
- Pedro López Lagar
- Felisa Mary
- Sabina Olmos
- Raimundo Pastore
- Elvira Quiroga
- Renée Sutil
- Ramón J. Garay
- Claudio Martino

## Comentari
Manrupe i Portela escriuen del film:
| « | "excel·lent història d'ocultacions i sacrificis, comptada des d'un cert costumisme pobletà i cínic. Filmada en un mes, la seva narració i el seu tempo encara aconsegueixen atrapar en un dels nejores títols del seu director". | » |

El crític Di Núbila destaca a Pedro López Lagar en la seva interpretació d'un cínic estimable que, encara que va incórrer en una certa afectada acidesa, va ser intel·ligent i personal, així com les excel·lents actuacions de Santiago Arrieta, Sabina Olmos, Felisa Mary i Sebastián Chiola. Sobre el film agrega que 
| « | "el talent de Saslavsky es va palesar en l'assembli de components narratius prèviament valorats per un tractament bastant adult. Aquesta probitat i equilibri, més l'ocupació funcional d'una fotografia qualitat Etchebehere, li va permetre obtenir versemblança, drama, humor, suspens i tocs poètics. O, per a dir-ho més rodonament, la pel·lícula que ell es va proposar". | » |

El crític Fernando Peña va opinar:
| « | "Com indica Abel Posadas, una zona important del film s'anticipa notòriament al Puig de Boquitas pintadas (i per descomptat a la versió que va dirigir Leopoldo Torre Nilsson) en la descripció impiadosa dels prejudicis i rituals de la vida social provinciana. En una trama on ningú és exactament el que sembla, es destaca el personatge que interpreta López Lagar, un d'aquests solitaris i marginals que es deixen portar per la vida i que reapareixen amb freqüència en la filmografia del realitzador. En aquest sentit, encara que el context no és policial, el personatge de López Lagar prefigura uns certs elements del film noir en la seva acceptació resignada dels capritxos del destí i en la seva voluntat de desaparèixer de la vida dels altres sense deixar ni tan sols un bon record....Saslavsky...va aconseguir per primera vegada aquesta rara combinació de satisfacció artística i repercussió comercial. | » |

## Premis
Entre els premis atorgats per l'Academia de Artes y Ciencias Cinematográficas de la Argentina en 1941, la pel·lícula va rebre el de millor actor per a Sebastián Chiola, la millor adaptació per a Saslavsky i Aden, la millor fotografia per a Etchebehere i la de millor director per a Saslavsky.

## Pèrdua i recuperació de la còpia
El negatiu original de la pel·lícula es va perdre però una còpia original en 35mm. va ser conservada per la Filmoteca Buenos Aires i a partir d'ella l'Instituto Nacional de Cine y Artes Audiovisuales va realitzar un nou negatiu.